# Avtosom
Avtosóm ali avtosomski kromosom je vsak kromosom, ki ni spolni kromosom. Običajno so avtosomi parni (2n). Človek ima 22 parov avtosomov v telesnih celicah, v spolnih celicah pa 22 avtosomov (haploidno število avtosomov). Kromosoma X in Y sta spolna kromosoma pri sesalcih.
| Človeški kromosomi | Človeški kromosomi |
| --- | ------------------ |
| Ženska (XX) | Moški (XY)         |
| |                    |
| Ljudje imamo dve kopiji avtosomov (kromosomi 1–22). Spolni kromosomi pa določajo spol, in sicer XX ženski, XY pa moški spol. |                    |